# Orde van het Licht van de Ariërs

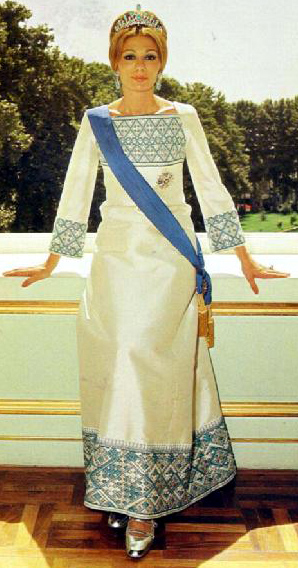
Farah Dibah, vrouw van de voormalige sjah, met lint en grootkruis van de Orde van het Licht van de Ariërs.

De Orde van het Licht van de Ariërs, (Perzisch: Nishan -I-Aryamehr), was een Perzische Damesorde. Deze onderscheiding werd op 17 september 1967 ingesteld om te herdenken dat Shah Mohammed Reza Pahlavi die dag door het Parlement de titel "Licht van de Ariërs" of "Aryamehr" had ontvangen. De Shah legde vast dat deze onderscheiding alleen aan vrouwelijke leden van de Perzische Keizerlijke Familie kon worden toegekend.
De orde kreeg twee graden, de Eerste Klasse die gereserveerd was voor de keizerin en de dochters van de Shah en de Tweede Klasse die gereserveerd werd voor de andere prinsessen.
De versierselen van de Eerste Klasse zijn een aan een breed lichtblauw lint over de rechterschouder op de linkerheup gedragen ster met 10 punten en een iets grotere ster van hetzelfde model op de linkerborst. Op de plaats waar het lint bijeen is genaaid zijn twee gouden kwasten bevestigd.
De versierselen van de Tweede Klasse zijn een aan een breed lint over de rechterschouder op de linkerheup gedragen ster met 10 punten en een iets grotere ster van hetzelfde model op de linkerborst. Op de plaats waar het lint bijeen is genaaid zijn twee zilverwitte kwasten bevestigd.
De ster is van goud en heeft tien met diamanten versierde stralen, In het centrale blauwe medaillon is een gouden keizerskroon afgebeeld.